# Procolpia sphingiformis
Procolpia sphingiformis är en insektsart som först beskrevs av Stoll, C. 1813.  Procolpia sphingiformis ingår i släktet Procolpia och familjen Romaleidae. Inga underarter finns listade i Catalogue of Life.